# アロンソ・ベルゲーテ
アロンソ・ベルゲーテことアロンソ・ゴンサーレス・ベルゲーテ（Alonso González Berruguete、1488年頃 - 1561年）は、スペインの画家、彫刻家、建築家。スペイン・ルネサンスで最も重要な彫刻家と見なされている。その情緒的な彫刻群は、宗教の法悦と苦悩を描写していることで知られている。

## 生涯
ベルゲーテが生まれたのは、パレーデス・デ・ナバ（現パレンシア県）の町で、画家であった父親のペドロ・ベルゲーテ（Pedro Berruguete）に絵を教わった。1504年に父親が死んだ後、ベルゲーテはイタリアに渡り、主にフィレンツェやローマで絵の勉強を続け、巨匠ミケランジェロの下で彫刻も学んだ。ベルゲーテがイタリアで描いた絵はマニエリスムの影響が見られ、ヤコポ・ダ・ポントルモやロッソ・フィオレンティーノといった同時代の画家たちとの絵と比較されている。
1517年、ベルゲーテはスペインに戻り、1518年、カルロス1世によって、宮廷画家・彫刻家に任命された。その時からベルゲーテは彫刻に専念した。それ以外にもベルゲーテは、サラマンカのコレヒオ・デ・ロス・イルランデセスの祭壇画（1529年 - 1533年）や、トレド大聖堂の聖歌隊席（1539年 - 1543年）、それにトレドの洗礼者ヨハネ病院（タベーラ病院）にある病院の設立者でトレド大司教フアン・デ・タベーラの墓碑（1552年 - 1561年）を手掛けた。

## ギャラリー

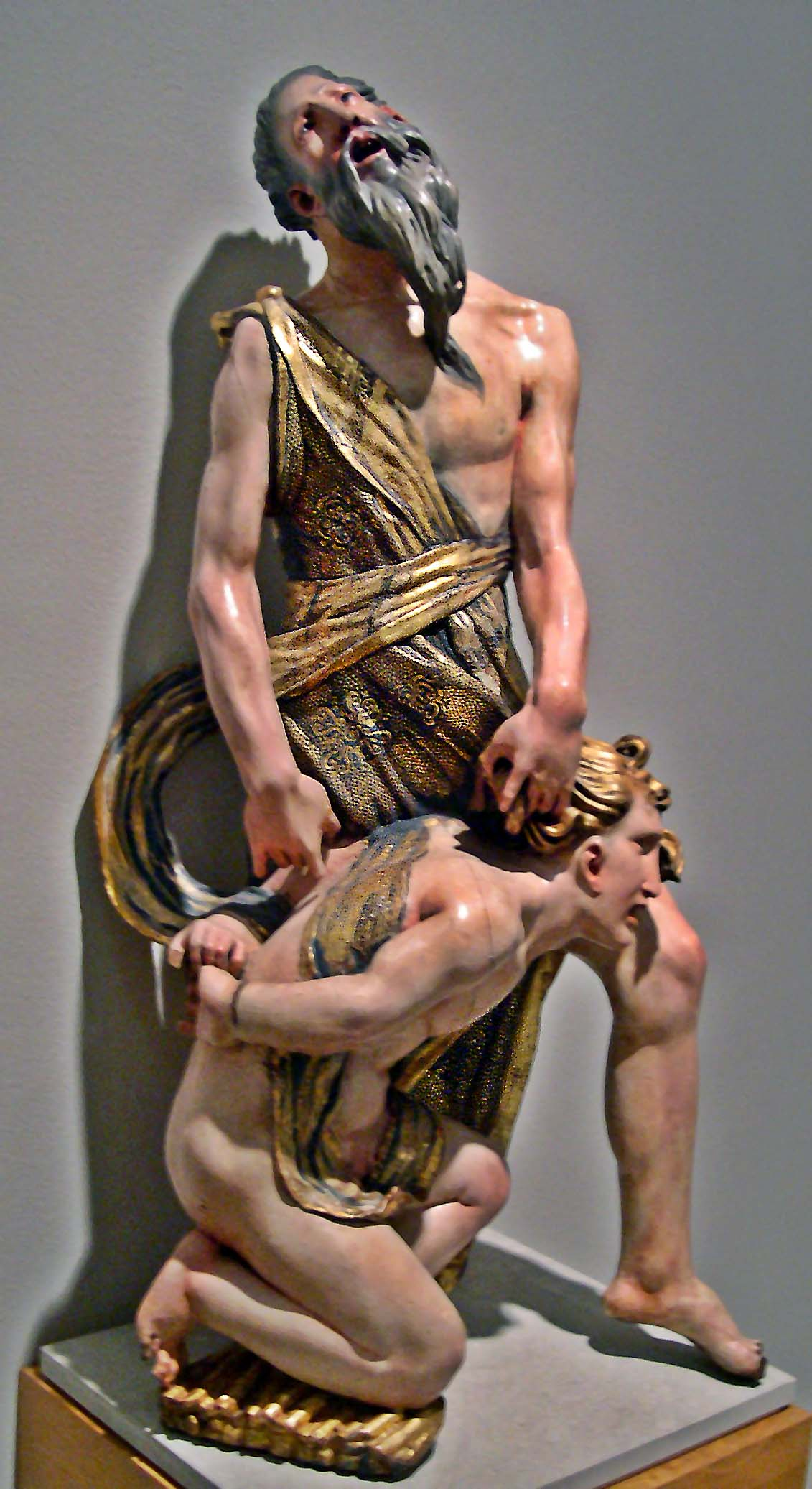
『イサクの犠牲』多色彩飾された木の彫刻：バリャドリッド、聖ベネディクト修道院の祭壇画の一部（現在バリャドリッドの国立彫刻美術館所蔵）
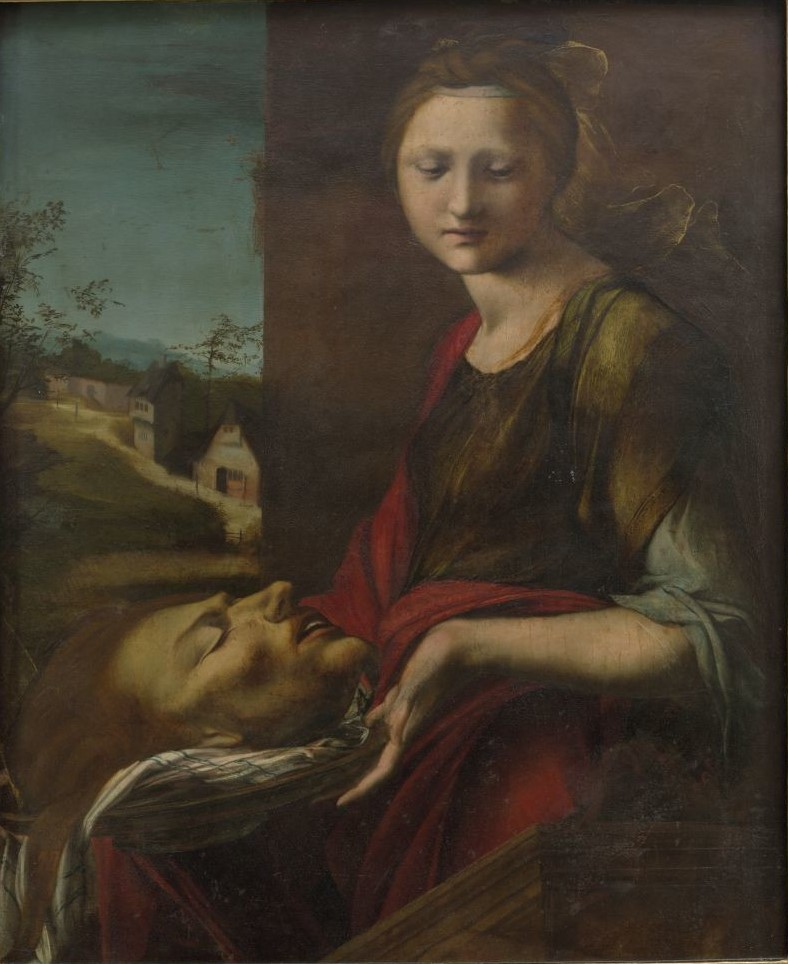
ベルゲーテ『サロメ』（1512年 - 1516年）：フィレンツェ、ウフィッツィ美術館